# Marie-Élisa Nordmann-Cohen
Marie-Élisa Nordmann-Cohen   (8è districte de París, 4 de novembre de 1910 - 13è districte de París, 15 d'agost de 1993) fou una química i resistent comunista francesa.

## Biografia
Nordmann-Cohen va néixer el 1910 en una família benestant francesa. Després de finalitzar els seus estudis de secundària aspirava a estudiar medicina, tot i que com la seva mare considerava que no era una professió adequada, es va inclinar per la química El 1930 es va diplomar en enginyeria química. Gràcies a una beca va formar part de laboratori de Georges Urbain a l'École nationale supérieure de chimie de París. El 1934 es va incorporar a aquest laboratori France Bloch-Sérazin, filla del dramaturg Jean-Richard Bloch. Totes dues es van fer molt bones amigues. Compartien la seva passió per la feina i el seu compromís social. El 1936 Nordmann-Cohen es va unir al Comitè Mundial de les Dones contra la Guerra i el Feixisme, don va participar en accions de suport a obrers en vaga i col·lectes per ajudar l'Espanya republicana. El 1937 va treballar com a tècnica assistent de geologia al laboratori d'Auguste Michel Lévy. Va ser alumna del físic Paul Langevin, sota la direcció del qual va obtenir un doctorat en química al juny d'aquell any.
El 1940 va començar a militar al Partit Comunista. Fou membre de la Resistència francesa. Una de les seves missions era subministrar mercuri que preparava en el seu laboratori per a la fabricació d'explosius, activitat de la qual s'encarregava la seva amiga Bloch-Sérazin, que havia estat expulsada de la feina per la seva condició de jueva i comunista. Al costat del físic Jacques Solomon i el filòsof Georges Politzer, va col·laborar en la redacció i distribució del diari L'Université Libre i a la revista antifeixista La Pensée Libre.
El 16 de maig de 1942, al costat d'un gran nombre de dones, Nordmann-Cohen i Bloch-Sérazin van ser arrestades i lliurades a la Gestapo. Bloch-Sérazin fou torturada i guillotinada al febrer de 1943. Per la seva banda, Nordmann-Cohen, després del pas per diverses presons franceses, fou deportada al camp de concentració d'Auschwitz al gener 1943, on la seva mare va morir a la cambra de gas. El 22 d'abril de 1945 va ser alliberada després de passar pel subcamp de Rajsko, el camp de Ravensbrück i Mauthausen. Durant aquest període va realitzar treballs de química participant en l'estudi d'una espècie de dent de lleó del qual els alemanys pretenien extreure làtex. A Ravensbrück analitzava l'orina de les persones malaltes.
Després de la guerra, va col·laborar amb el científic Frédéric Joliot-Curie i va participar en la creació del consell científic del CEA (Commissariat à l'énergie atomique et aux énergies alternatives). Es va convertir en assistent de química a La Sorbona i, més tard, a la Universitat d'Orsay. Fou la presidenta de l'Associació d'Antics Deportats d'Auschwitz.
Es va casar amb el periodista Francis Cohen. Va morir el 15 d'agost de 1993.

## Honors
- Creu de Guerra 1939-1945
- Oficial de la Legió d'Honor